# 오사토촌 (돗토리현 야즈군)
오사토촌(逢郷村)은 돗토리현 야즈군에 있던 촌이다. 1896년 3월 31일까지 핫토군에 속해있었다.

## 역사
- 1889년 10월 1일 - 정촌제 시행에 의해 핫토군 오사토촌이 성립하였다.
- 1896년 4월 1일 - 야카미군, 핫토군, 지즈군이 합병해 야즈군이 성립하여, 야즈군 오사토촌이 되었다
- 1905년 3월 15일 - 도요네촌과 합병해 단피촌이 성립하여, 동일 오사토촌은 폐지되었다.